# Vilém II. z Pernštejna

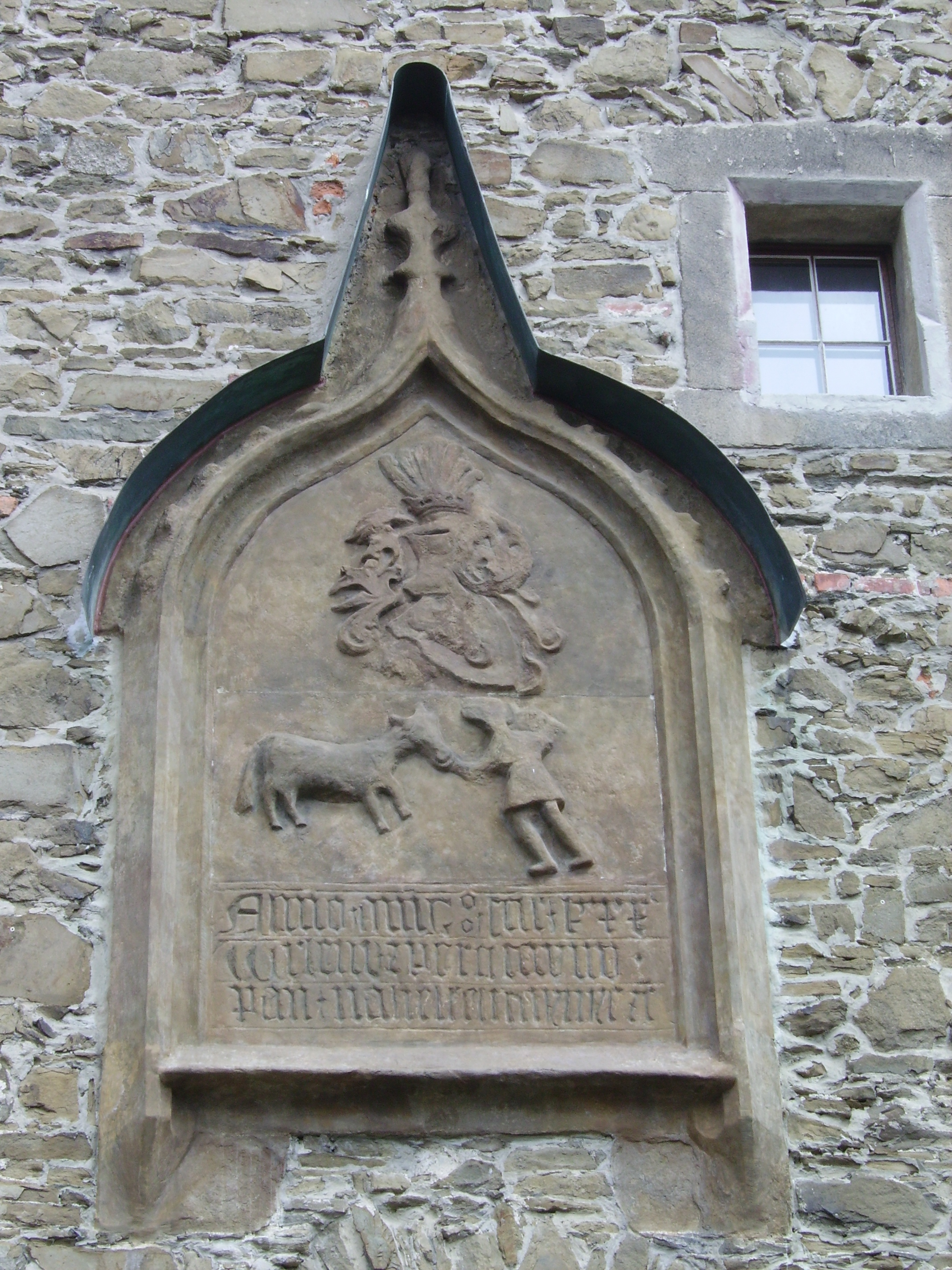
Reliéfní deska s výjevem heraldické erbovní pověsti Pernštejnů na hradě Helfštejně z roku 1480

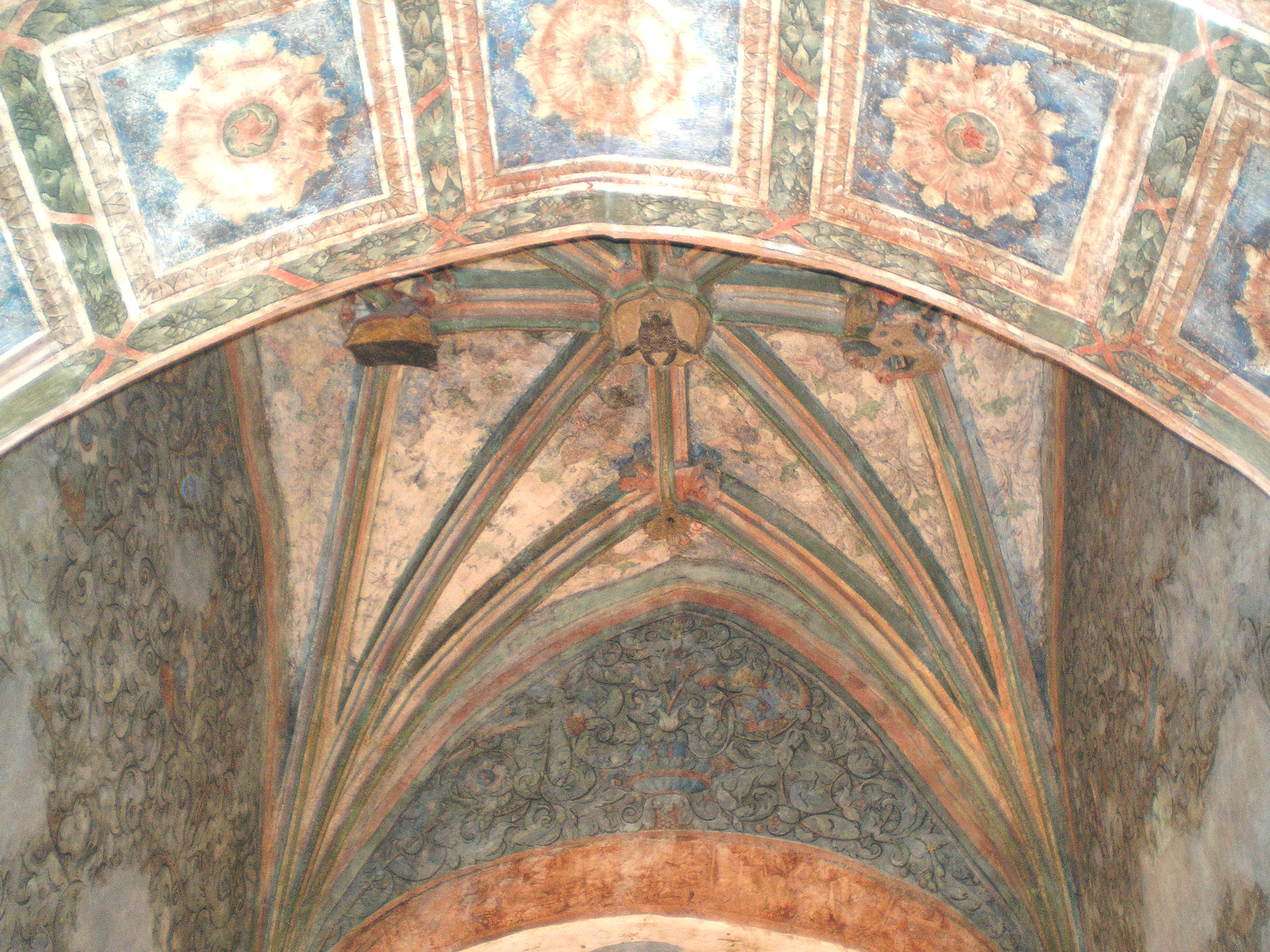
Gotický strop arkýře Vojtěchova sálu v Pardubicích

Vilém z Pernštejna a na Helfštejně (* kolem 1435 – 8. duben 1521 Pardubice), příslušník moravského rodu pánů z Pernštejna, byl jedním z nejvýznamnějších českých magnátů a politiků konce 15. a počátku 16. století. Byl to vynikající hospodář a politik, za nějž moc jeho rodu dosáhla vrcholu. Zastával řadu vysokých úřadů, zejména byl komorníkem moravského zemského soudu (1475–1484), nejvyšším českým maršálkem (1483–1490) a nejvyšším královským hofmistrem (1490–1514).
V mládí sídlil na svém rodovém hradě Pernštejně, v letech 1472/1473 se tituloval „na Meziříčí“, které bylo dříve sídlem jeho dědečka z matčiny strany Jana z Lomnice. Od roku 1475, kdy si koupil mohutný hrad Helfštejn, se pak psal po něm. Jeho dalším důležitým sídlem se stal po roce 1482 Moravský Krumlov, odkud vyjížděl na důležitá jednání do Prahy. Nakonec převzal rezidenční funkci přestavovaný zámek v Pardubicích.

## Ve službách králů
Byl synem Jana II. z Pernštejna a Bohunky z Lomnice. Od mládí se s bratrem Zikmundem účastnil bojů za zájmy Jiřího z Poděbrad proti uherskému králi Matyáši Korvínovi. Později podporoval ve sporu o český trůn proti uherskému králi také Vladislava Jagellonského. V roce 1472 však v zájmu propuštění svého bratra Zikmunda z vězení byl donucen se přiklonit k Matyáši Korvínovi a stal se dokonce jeho vojevůdcem.
Když v roce 1473 bratr Zikmund a v roce 1475 také Vilémův otec Jan zemřeli, byl Vilém jediným dospělým dědicem již tehdy rozsáhlého rodového majetku a stal se jeho správcem. Díky sňatku s Johankou z Liblic získal značné jmění a roku 1475 si tak mohl koupit hrad Helfštejn. O rok později získal hrad Plumlov s městečkem a města Prostějov a Kostelec na Hané, které zdědil po svém zemřelém bratru Vratislavu I. z Pernštejna. Krátce na to koupil hrad Drahotuš a města Přerov a Hranice. Z titulu poručnictví ovládal od roku 1482 Moravský Krumlov. Roku 1503 koupil panství Tovačov a Kojetín. Kromě toho měl v zástavním majetku další statky, např. Třebíč nebo v jižních Čechách panství Hluboká.
Po uklidnění vztahů mezi Vladislavem II. Jagellonským a Matyášem mohl proto českému králi půjčovat značné částky a tak si vytvořit příznivé podmínky pro své majetkové aktivity v 80. a 90. letech, které se ještě umocnily po smrti krále Matyáše a volbě Vladislava Jagellonského uherským králem.

## Budovatel
Od roku 1491 začala Vilémova expanze do východních Čech, kde postupně získal panství Pardubice, Kunětickou horu, Potštejn, Rychnov nad Kněžnou, Litici, Brandýs nad Labem, Častolovice, Lanšperk, Rychmburk, Lanškroun, Holice, Dašice a další statky. Měl v plánu si z pardubického hradu vytvořit své reprezentační sídlo, aby měl blíže do Prahy, kam musel často dojíždět za výkonem svých funkcí. Původní hrad přestavěl v letech 1492–1511 na skvostný pozdně gotický opevněný zámek podle návodu Albrechta Dürera.
Podporoval řemesla, živnosti a obchod, rozvoj zemědělství a hornictví. Zakládal tehdy zvláště výnosné rybníky, kterých jen na pardubickém panství bylo přes dvě stě. Podporoval i výrobu piva. Ve městě Prostějov udělil právovárečné jedenatřiceti majitelům domů města Prostějov.[zdroj?] Na všech svých statcích byl k poddaným laskavý a spravedlivý, snižoval robotní břemena a všem poskytoval náboženskou svobodu. Jeho manželka Johanka z Liblic byla ochránkyní Jednoty českých bratří.
Ze svých hospodářských výnosů se znažil zvelebovat panství a investoval do rozšiřování i oprav svého majetku. Ještě koncem 15. století opravoval hrad Zubštejn, kam nechal převézt z Pernštejna polovinu houfnic a tarasnic. Stavební činnost pokračovala na jeho rodném hradě Pernštejně, rozšířil i hrad Helfštejn, který proměnil v důležitou pevnost. Také město Pardubice, které plnilo funkci reprezentačního předzámčí a také funkci obrannou (přístup do zámku byl jedině přes město), silně opevnil a pomohl je měšťanům dále budovat. Vybavil je také základními městskými výsadami a cechovními artikulemi.
Vilém zemřel ve vysokém věku 85 let a pohřben je v rodinné hrobce v Doubravníku.